# مجرای بناگوشی
مجرای بناگوشی (پاروتید) (انگلیسی: Parotid duct) یا مجرای استنسن (به انگلیسی: Stensen duct) یک مجرای مجرا و مسیری است که بزاق را از غده بزاقی اصلی یعنی غده بناگوشی به سوی دهان می‌برد. بیشترین میزان بزاق از این مجرا گذر می‌کند و وارد دهان می‌شود.

## نگارخانه

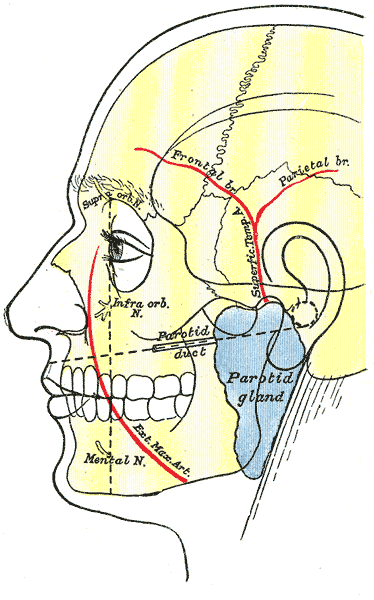
نمایی از سر و دهان انسان
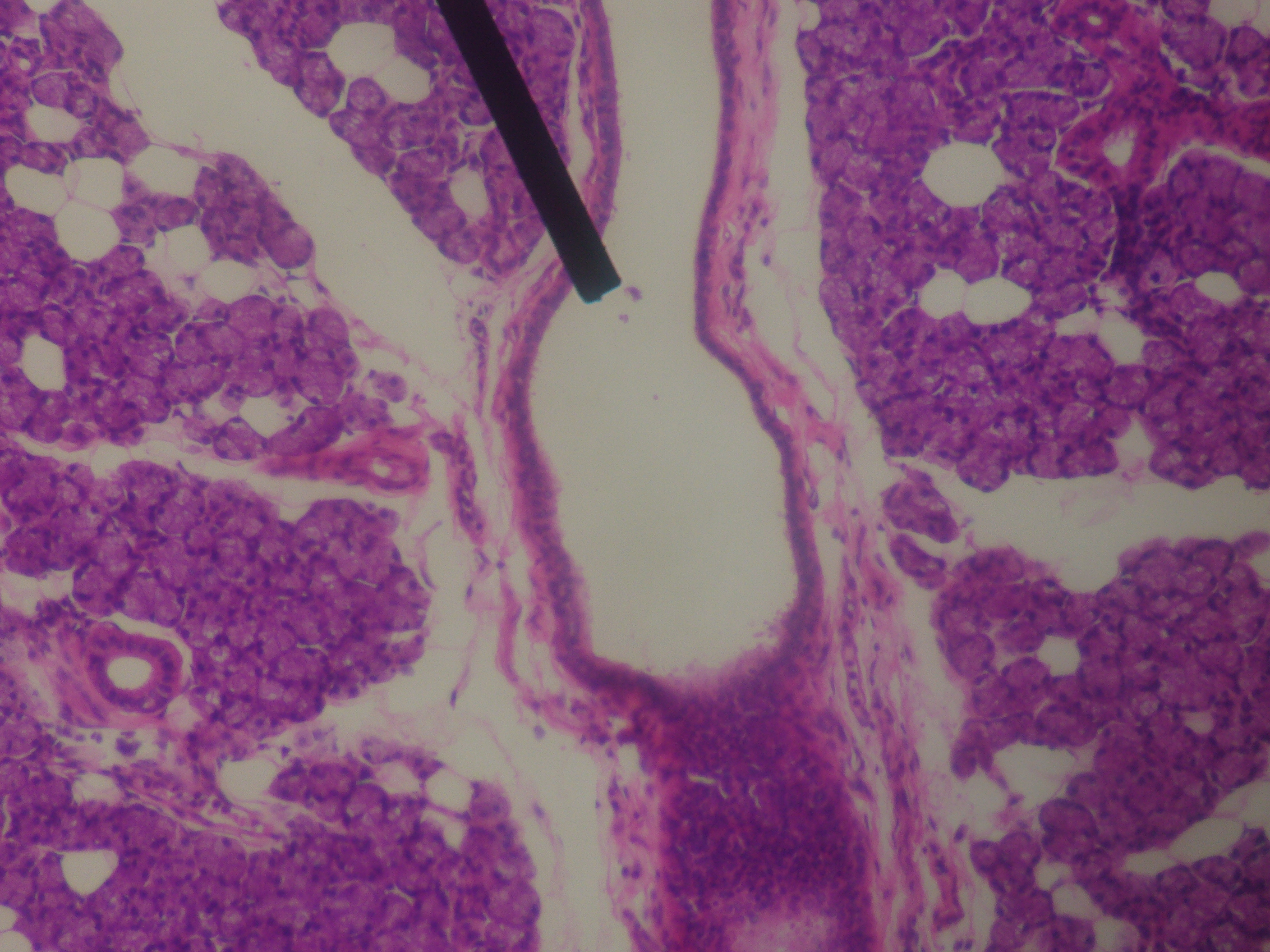
نمایی میکروسکوپی از درون لوبول‌ها
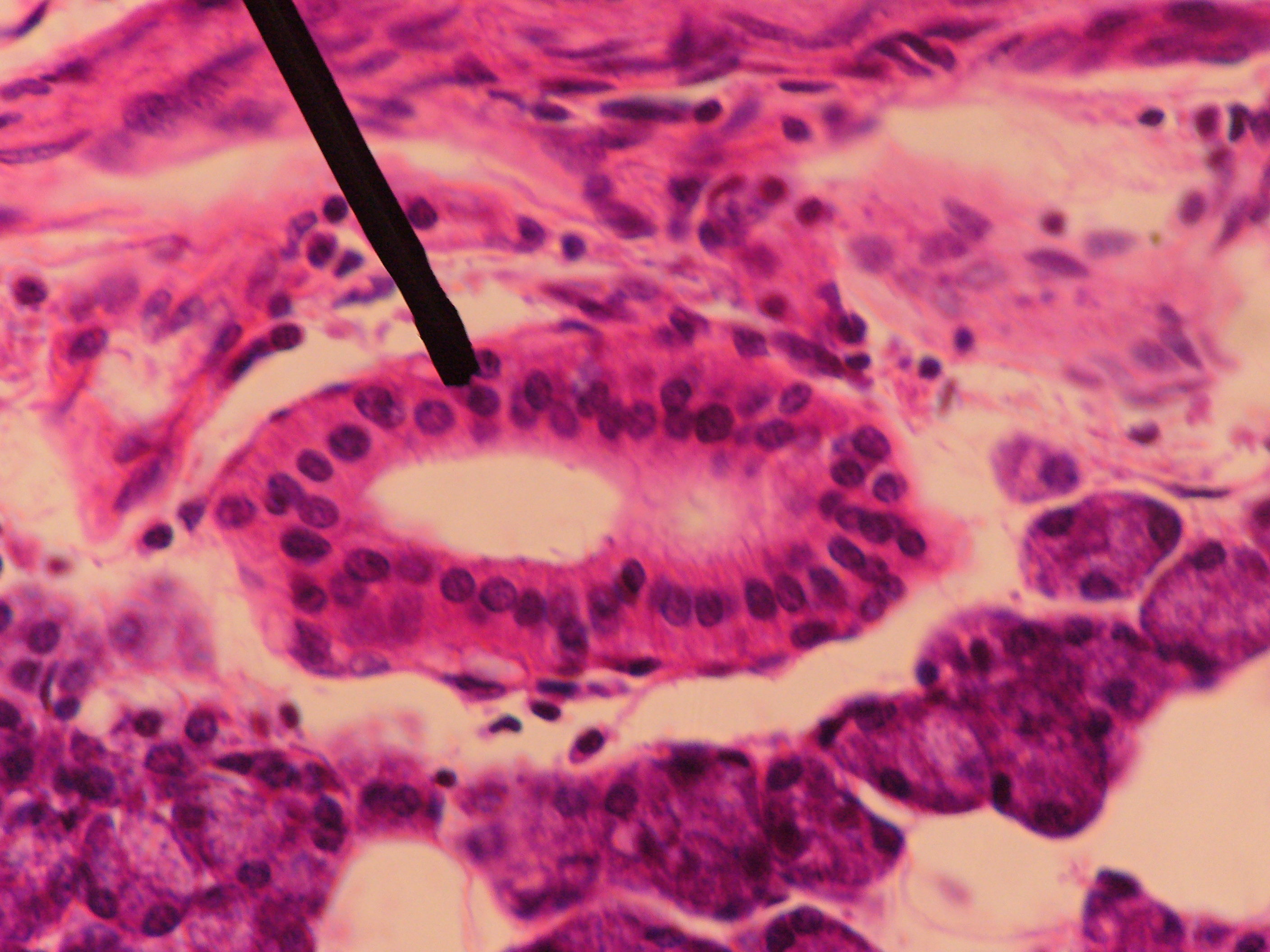
Microscopic slide of a human striated duct.
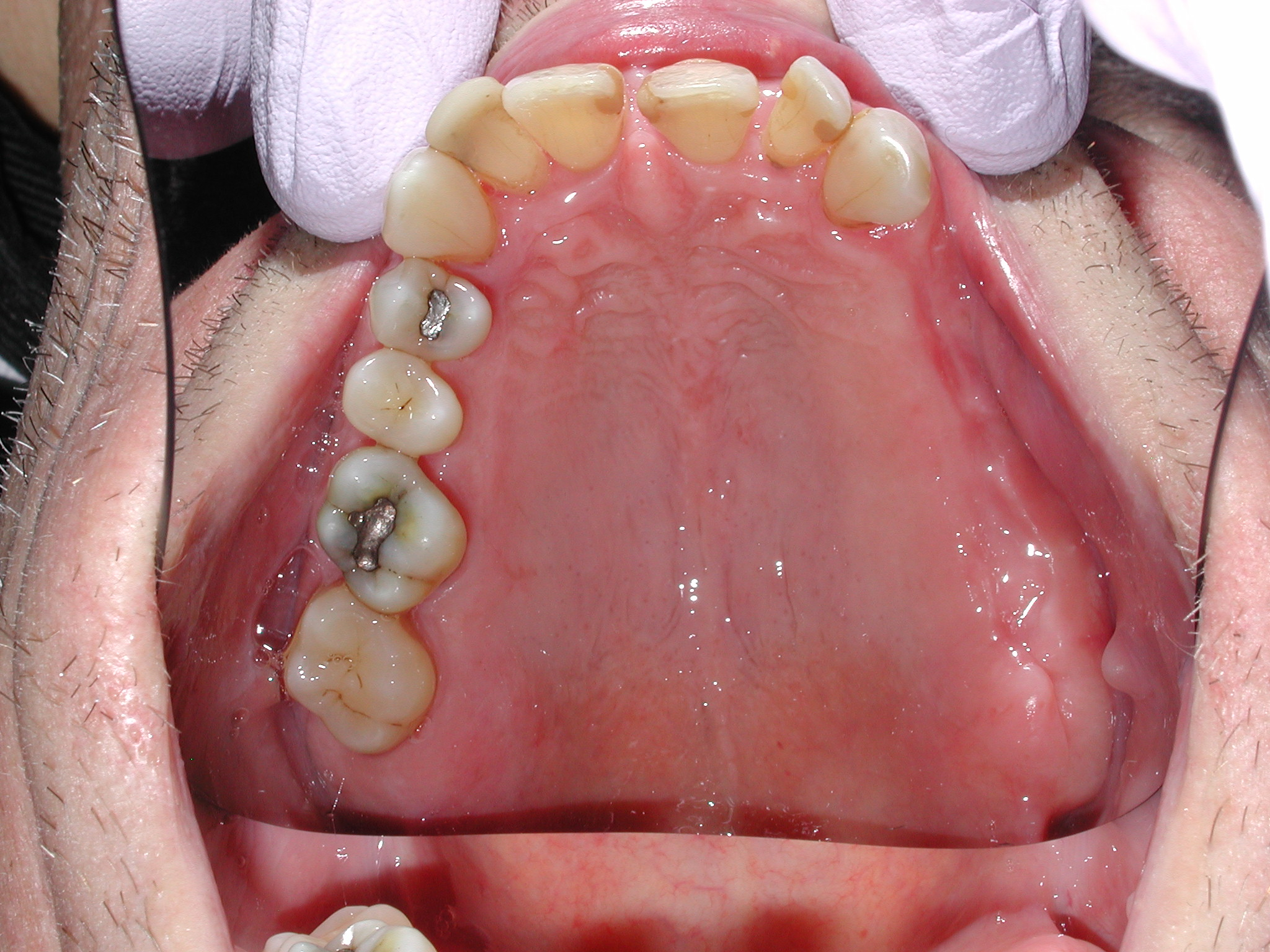
The left papilla (soft tissue protuberance at the exit) of the parotid duct is clearly visible on the cheek in the right of the photo.
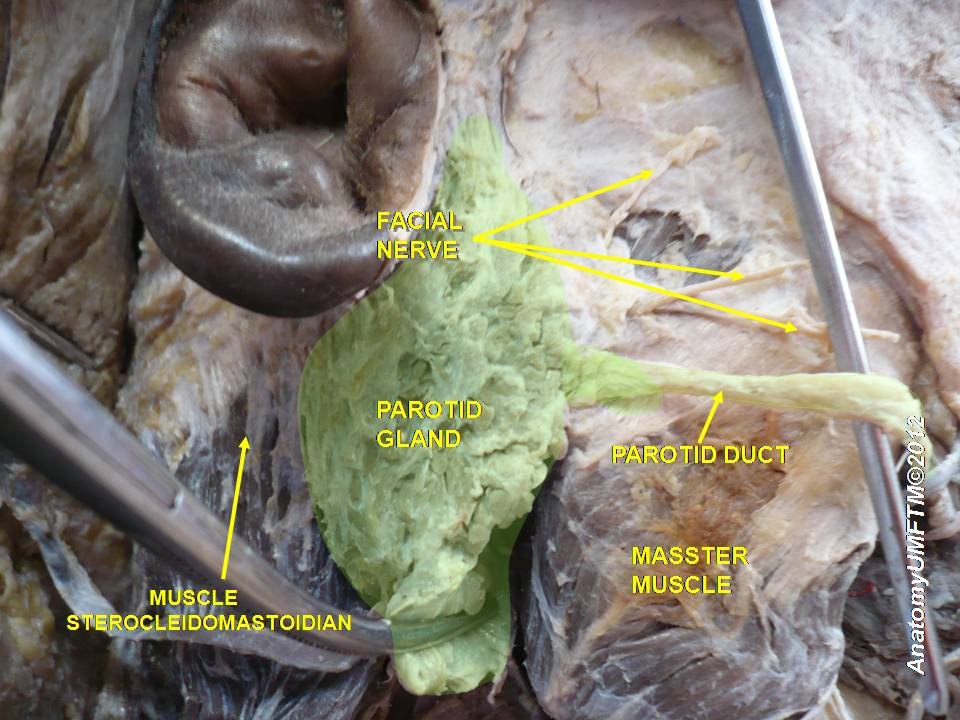
مجرای بناگوشی
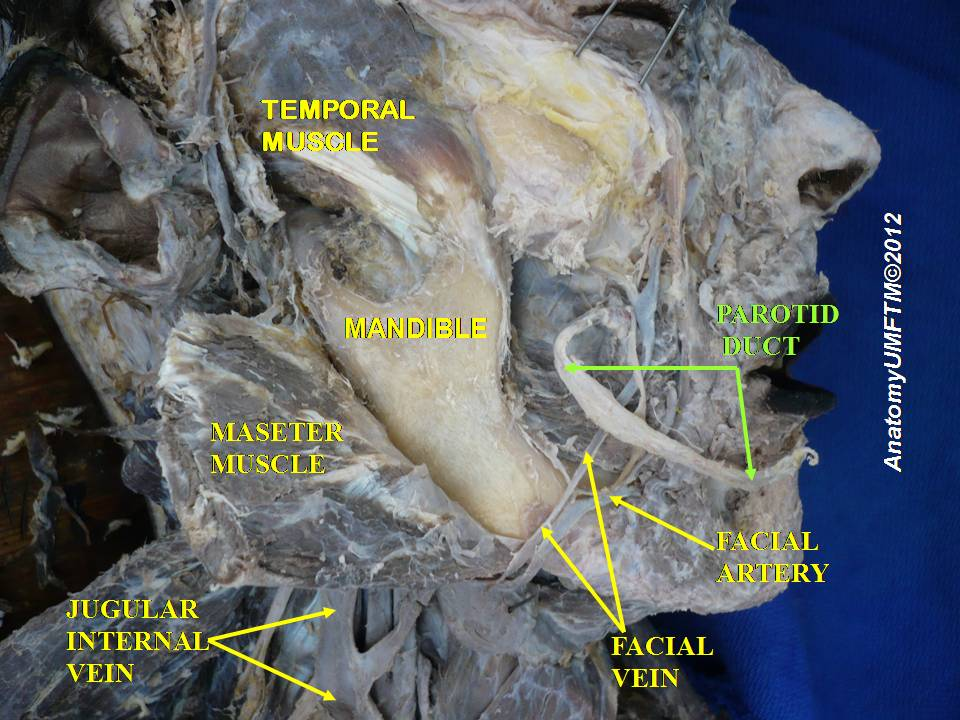
مجرای بناگوشی
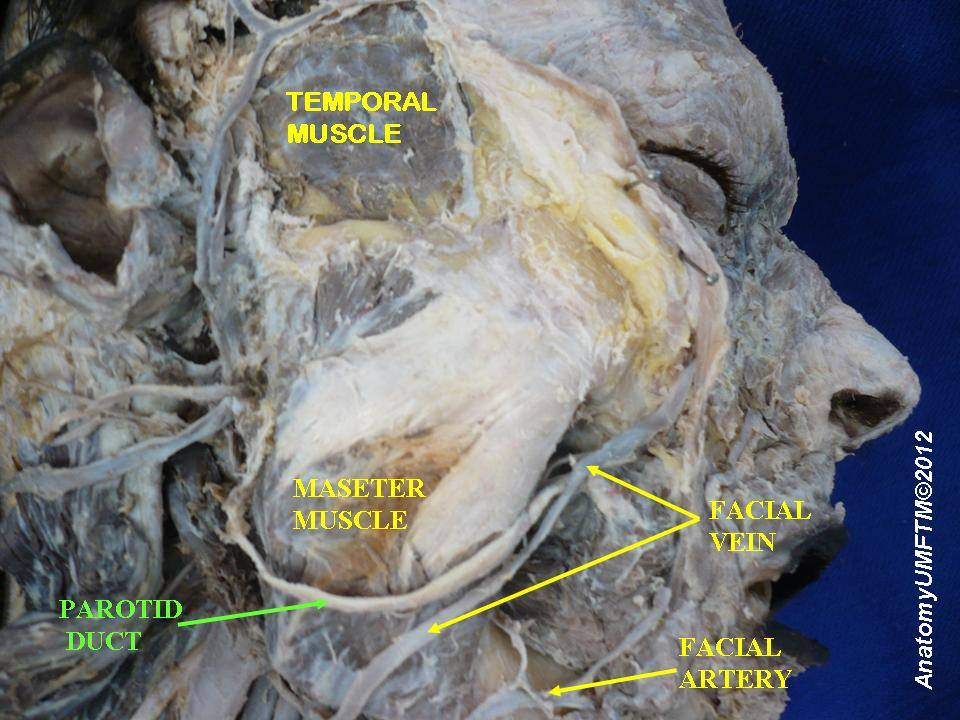
مجرای بناگوشی